# 四谷出入口
四谷出入口（よつやでいりぐち）は、愛知県名古屋市千種区にある名古屋高速道路2号東山線のインターチェンジである。

## 概要
都心環状線方面入口と同方面からの出口のみを持つハーフインターチェンジである。この先、東行きの路線に高針JCT、名古屋第二環状自動車道（名二環）、上社JCT経由東名高速道路方面へ向かうための入口は存在しないため、直接当該高速入口に向かう必要がある。
春岡出入口付近から四谷出入口までが掘割（半地下）区間で、当出入口以東はトンネル（東山トンネル）区間である。掘割部とトンネル部は排気ガスによる視認性の低下や車両火災によるリスクを回避する観点から最高速度が50km/hに規制されている。この区域は山崎川が暗渠として流れており、上下本線の直上に流路があるが、危険物積載車輌通行禁止等の規制対象からは外されている。 

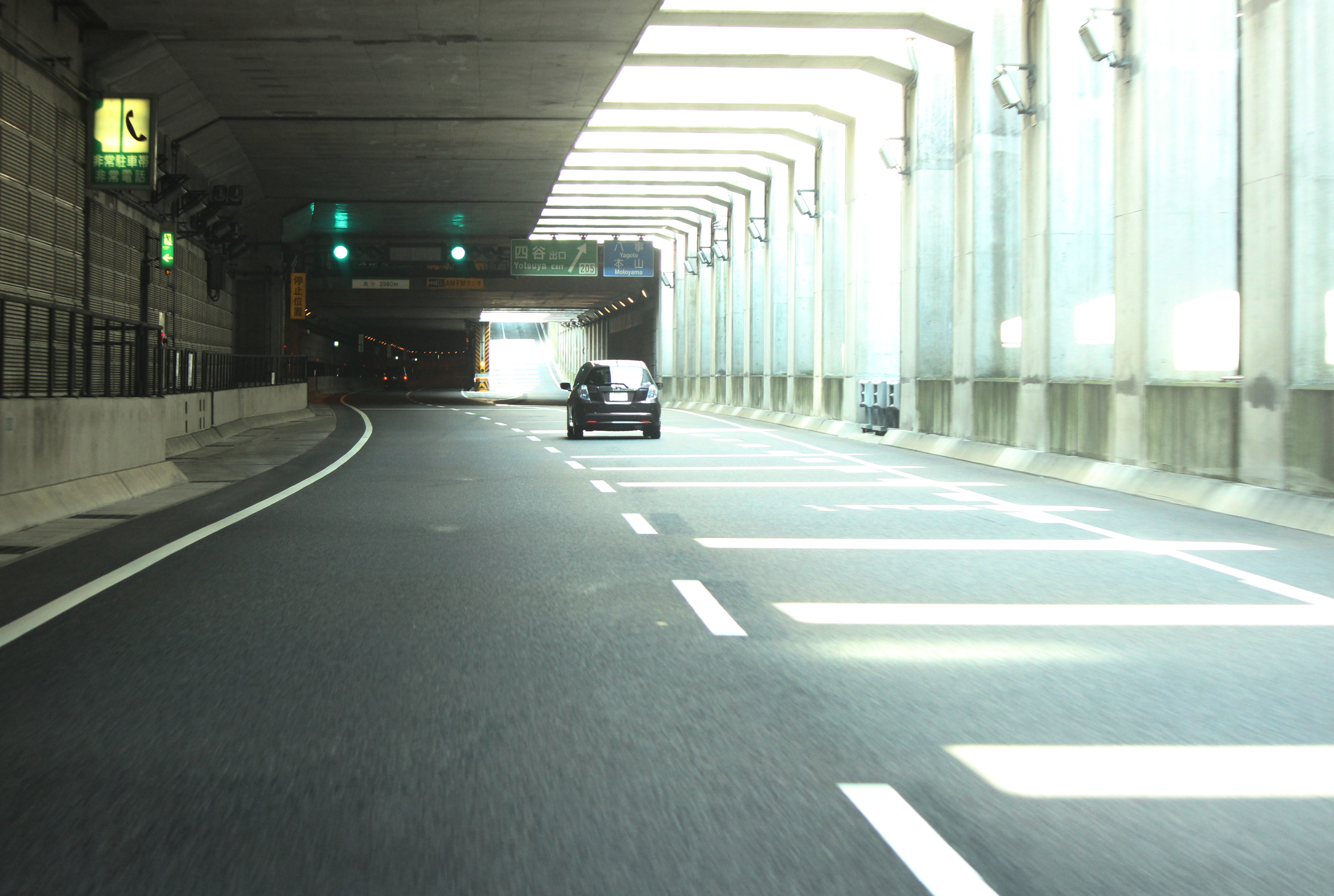
東行き本線流出部
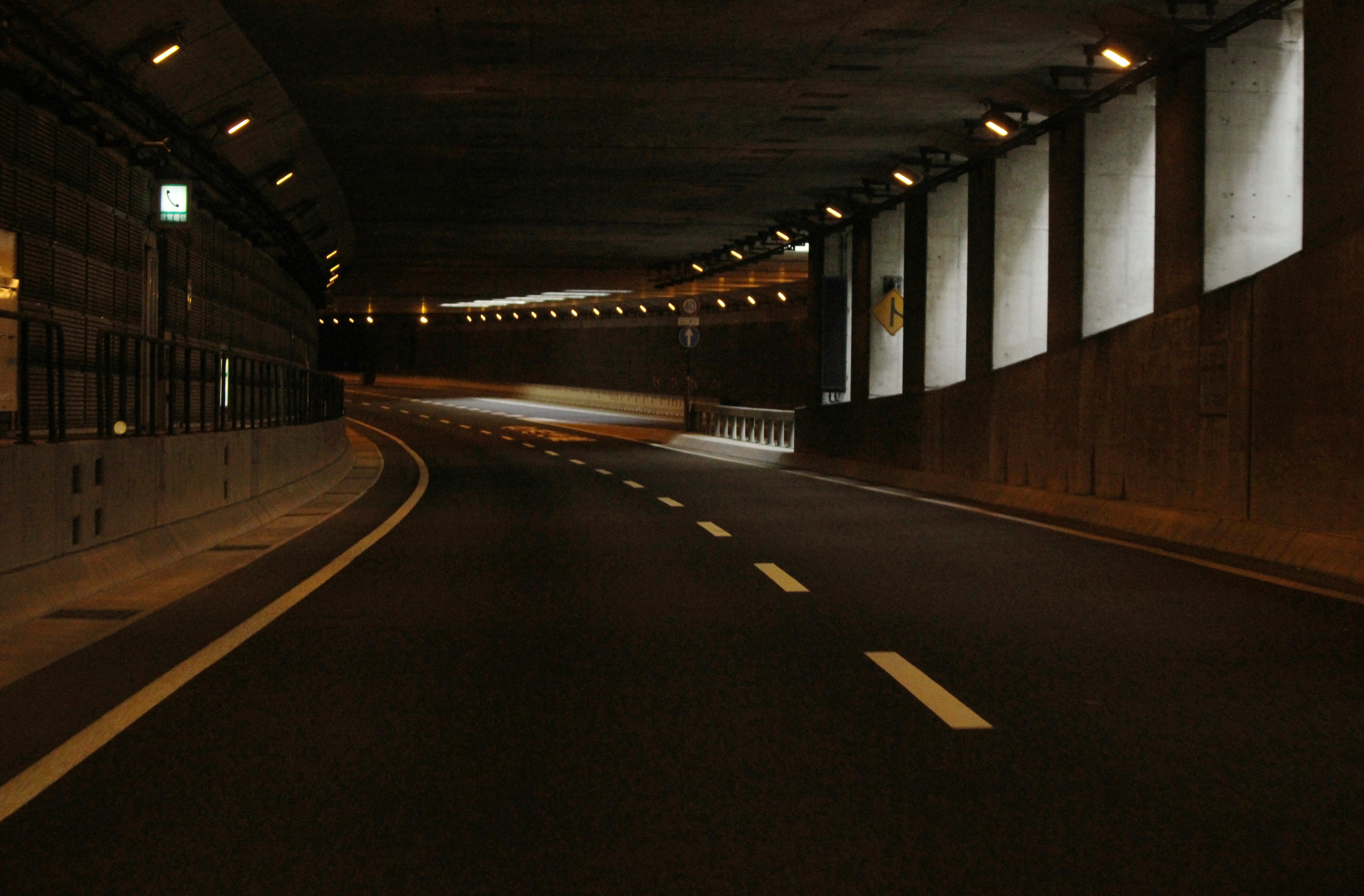
西行き本線への流入部
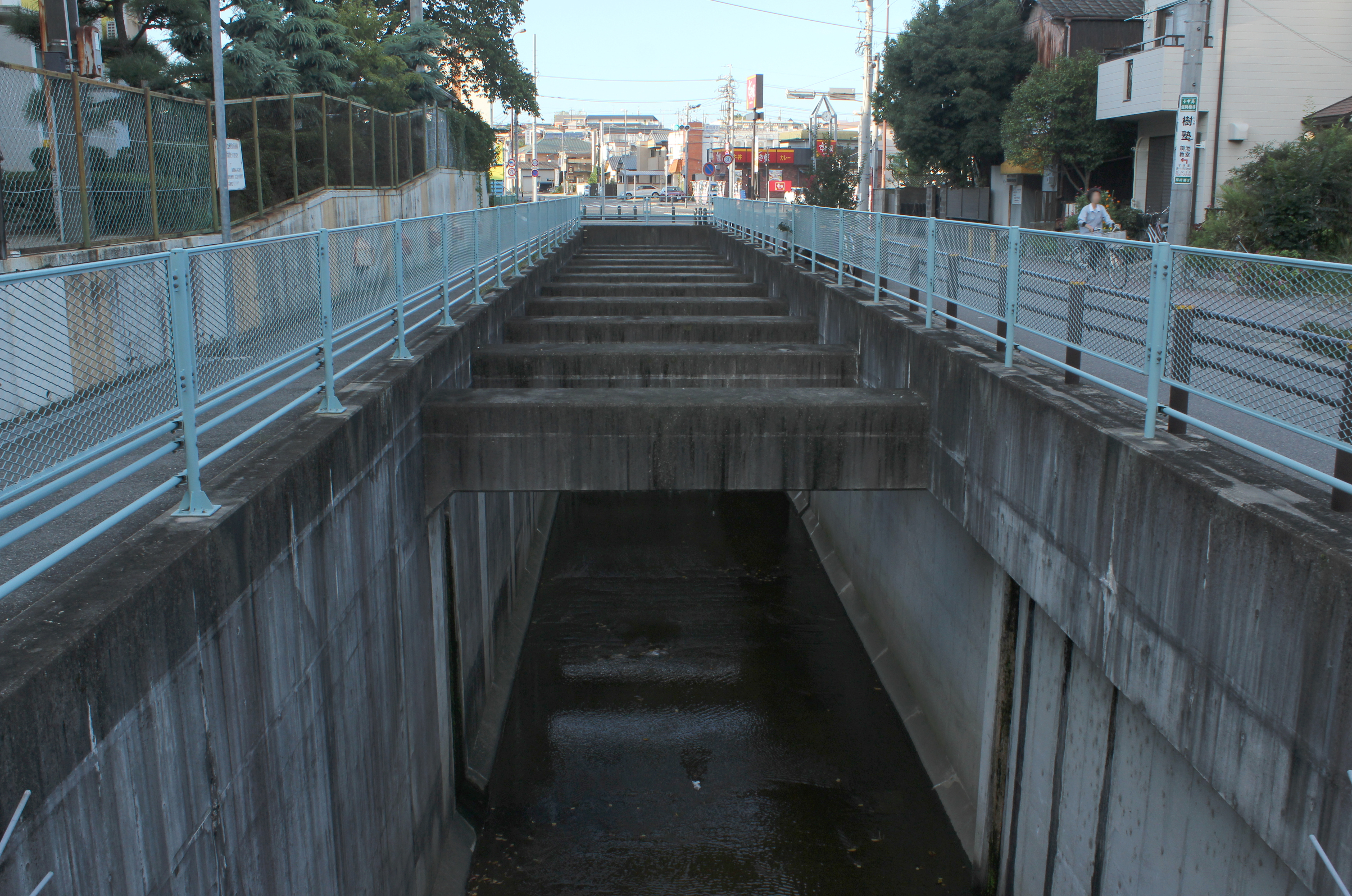
鏡池通の山崎川。奥の四谷出口のある交差点で暗渠化して右折し、2号東山線の直上を流路とする。

## 道路
- 名古屋高速2号東山線

## 接続する道路
- 直接接続
  - 市道鏡ヶ池線[6]
- 間接接続
  - 市道八事線、市道四谷通線（山手グリーンロード）[6]

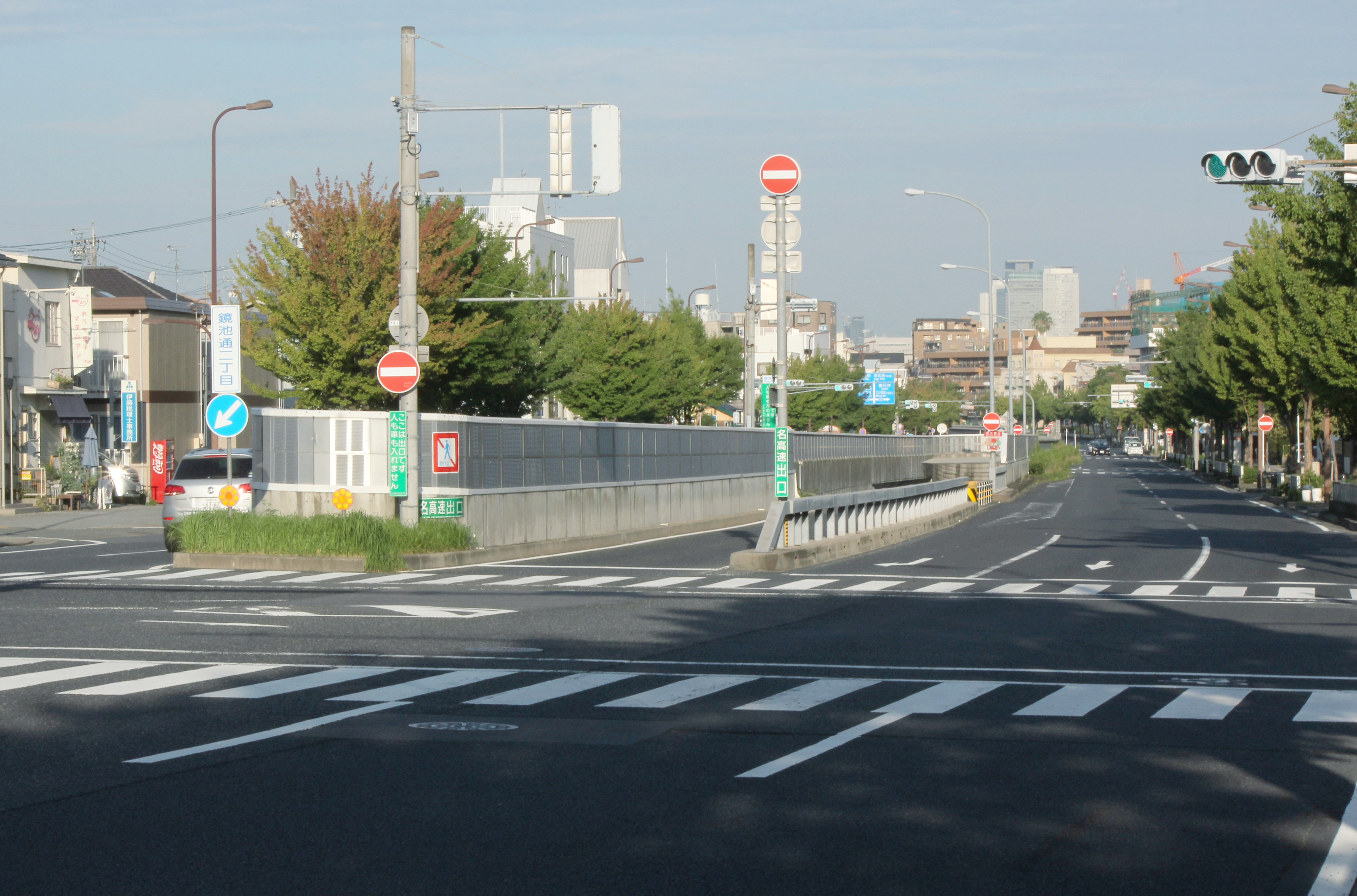
出口付近。市道鏡ヶ池線に接続。

## 料金所

### 都心環状方面
- レーン数：2[7]
  - ETC専用：1
  - 一般：1

## 周辺
- 名古屋大学
- 東山動植物園
- 平和公園

## 歴史
- 2000年（平成12年）12月11日：西行き開通[6]
- 2001年（平成13年）6月1日：東行き開通[6]
- 2003年（平成15年）3月29日：四谷出入口 - 高針JCT間延伸開業[8]

## 利用台数
名古屋市統計年鑑による利用台数の推移
| 2000年（平成12年）度 | 320256台  |  |
| 2001年（平成13年）度 | 1780317台 |  |
| 2002年（平成14年）度 | 2214098台 |  |
| 2003年（平成15年）度 | 1281963台 |  |
| 2004年（平成16年）度 | 1168693台 |  |
| 2005年（平成17年）度 | 1212863台 |  |
| 2006年（平成18年）度 | 1244955台 |  |
| 2007年（平成19年）度 | 1222268台 |  |
| 2008年（平成20年）度 | 1206043台 |  |
| 2009年（平成21年）度 | 1224159台 |  |
| 2010年（平成22年）度 | 1258333台 |  |
| 2011年（平成23年）度 | 1131148台 |  |
| 2012年（平成24年）度 | 1138510台 |  |
| 2013年（平成25年）度 | 1156638台 |  |

## 隣
名古屋高速2号東山線
(204,214)春岡出入口 - (205,215)四谷出入口 - （東山トンネル） - 高針TB - (206,216)高針出入口